# Phrixgnathus murdochi
Phrixgnathus murdochi är en snäckart som beskrevs av Suter 1894. Phrixgnathus murdochi ingår i släktet Phrixgnathus och familjen punktsnäckor. Inga underarter finns listade i Catalogue of Life.